# Nordens folkeånd
Nordens folkeånd (Deens voor Noordse volksaard) is een van de laatste composities van Niels Gade. Het werk werd geschreven op verzoek van een zangfestival dat werd gehouden op Jutland en is dus a capella. De tekst ontleende hij aan het werk van Bernhard Severin Ingemann Alhoewel de rest van de wereld nauwelijks kennis heeft van dit werk, is het in 2013 nog steeds in druk bij de Deense muziekuitgeverij Edition Wilhelm Hansen.
De steemverdeling (TTBB):
- 2x tenor
- 2x bariton